# 魚基龜
魚基龜（：／ Eo Gi-gu，1963年1月10日—），大韓民國自由派政治人物，第20到22屆國會議員。